# Walter Fritsch
Walter Fritsch Albers (ur. 11 grudnia 1911, zm. 18 lipca 2005 w Santiago) – chilijski lekkoatleta, płotkarz. Uczestnik Igrzysk Olimpijskich 1936.
Podczas Igrzysk Olimpijskich w Berlinie w 1936 roku startował w biegu na 400 m przez płotki. W swoim biegu eliminacyjnym z czasem 58,3 s zajął ostatnie, 6. miejsce i odpadł z rywalizacji.
Rekord życiowy zawodnika w biegu na 400 m przez płotki wynosił 56,2 s. Wynik ten został osiągnięty w 1936 roku.